# Remix
Remix (có thể gọi là phối lại) là một phiên bản khác của một ca khúc thu âm gốc. Thuật ngữ này cũng được sử dụng cho các biến đổi của phương tiện truyền thông (phim, văn học, một loại soda chanh mang tên Sprite Remix,...).
Những người phối lại nhạc thường phối âm trong phòng thu để sáng tác ra một bản thu âm khác của ca khúc, thêm vào hoặc bớt một số yếu tố, hoặc chỉ đơn giản là thay đổi sự cân bằng, cường độ, cao độ, tốc độ, thời gian trong bản nhạc, hoặc hầu như mọi mặt của các thành phần âm nhạc khác nhau. Một số bản phối lại đòi hỏi có những thay đổi lớn để cải biên cả quá trình thu âm, nhưng nhiều khi đó lại là thu âm, như tạo ra một phiên bản "đẩy giọng cao" của một album để nhấn mạnh giọng hát của ca sĩ chính.
Các bài hát được phối lại có thể vì nhiều nguyên nhân khác nhau:
- Để tạo thêm cơ hội cho bài hát gốc được phát trên đài phát thanh và các câu lạc bộ đêm
- Để tạo một phiên bản âm thanh nổi hoặc tái hiện âm thanh của bài hát mà trước đây không có sẵn
- Để cải thiện độ chính xác của một bài hát cũ khi bản gốc đó đã bị mất hoặc giảm chất lượng
- Để biến đổi một ca khúc cho phù hợp với một thể loại âm nhạc đặc trưng hoặc phù hợp khi phát trên đài phát thanh
- Để biến đổi một ca khúc vì mục đích nghệ thuật

Phối lại không nên bị nhầm lẫn với biên tập, các phiên bản được biên tập thường rút ngắn bài hát thu âm nhằm tiếp thị hoặc cho các mục đích phát thanh. Một sự khác biệt nữa chính là giữa phiên bản phối lại và phiên bản cover. Một ca khúc phối lại kết hợp lại nhiều đoạn âm thanh từ một bản thu âm để tạo ra một phiên bản tách biệt với ca khúc gốc. Một phiên bản cover là một bản thu âm của một bài hát trước đây đã được thu âm bởi một ca sĩ nào đó khác.